# Sony Vaio UX Micro PC

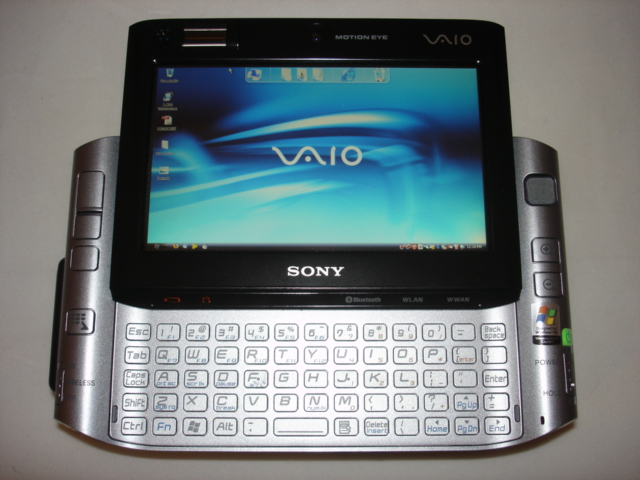
Sony Vaio UX

Der Sony Vaio UX Micro PC ist ein Ultra-Mobile Portable Computer (UMPC). Die Produktion der VGN-UX-Reihe wurde von Sony Mitte 2008 ohne direkten Nachfolger eingestellt. Obwohl ein Nischenprodukt, war der VGN UX als Hollywood-Requisite sehr beliebt; er stellt dabei meist ein futuristisches High-Tech-Gadget dar, das die technische Versiertheit bestimmter Charaktere unterstreichen soll.

## Spezifikationen
In der UX-Reihe wurden verschiedene Modelle produziert, die aber gemeinsame Leistungsmerkmale hatten:
- 4,5 Zoll XBrite TFT-LCD-Touchscreen mit einer Auflösung von 1024 × 600 Pixeln.
- Intel Graphics Media Accelerator 950 Grafikkarte (im Chipsatz integriert) (128 MB (128 MB) Shared RAM) – einige haben auch 256 MB
- Memory Stick Duo-Steckplatz
- Eingebautes W-LAN 802.11b/g und Bluetooth
- Fingerabdruckscanner
- Jeweils eine Kamera auf Vorder- und Rückseite

## Nutzung als Hollywood-Requisite
- Terminator Salvation: John Connor hackt sich mit einem Vaio UX in die Systeme von Skynet
- Ein Quantum Trost: Bill Tanner verwendet einen Sony VAIO UX. Sony brachte passend zum Film ein „James Bond 007 UX Spy Gear bundle“ heraus, das unter anderem einen UX280P enthält
- Der Kaufhaus Cop: Der Antagonist Veck setzt ein Sony VAIO UX ein
- Das Vermächtnis der Tempelritter: Riley Poole schneidet mit dem VAIO UX das Video der Überwachungskamera der Amerikanischen Unabhängigkeitserklärung mit
- Der rosarote Panther 2: Kenji benutzt einen Sony VAIO UX bei einer Tatortuntersuchung
- 24: In einer Episode der Fernsehserie wird mit einem UX eine Kofferatombombe scharfgemacht
- Stargate Atlantis: Rodney McKay verwendet in diversen Folgen der Serie einen VGN UX
- In den Musikvideos „Sweetest Girl“ von Wyclef Jean sowie in „Same Girl“ von R. Kelly wird ein UX verwendet
- In der Folge 15 der 5. Staffel von Monk verwendet einer der FBI-Agenten ein Vaio UX zur Ampelsteuerung.
- In der Folge 18 der 4. Staffel von Prison Break verwendet Alexander Mahone ein Vaio UX für eine drahtlose Videoübertragung.

## Modellübersicht
| Modell VGN-... | Prozessor intel ... | GHz  | RAM    | Speicher- platz | OS Windows | Erweiterungs- modul     | Markt        | Farbe   |
| -------------- | ------------------- | ---- | ------ | --------------- | ---------- | ----------------------- | ------------ | ------- |
| UX50           | Core Solo U1300     | 1,06 | 512 MB | 30 GB           | XP Home    | CompactFlash-Steckplatz | Japan        | Silber  |
| UX50/80 GB     | Core Solo U1300     | 1,06 | 512 MB | 80 GB           | XP Home    | CompactFlash-Steckplatz | Japan        | Silber  |
| UX90S          | Core Solo U1400     | 1,2  | 512 MB | 30 GB           | XP Home    | CompactFlash-Steckplatz | Japan        | Silber  |
| UX90S          | Core Solo U1400     | 1,2  | 1 GB   | 40 GB           | XP Home    | CompactFlash-Steckplatz | Japan        | Silber  |
| UX90S          | Core Solo U1400     | 1,2  | 1 GB   | 80 GB           | XP Home    | CompactFlash-Steckplatz | Japan        | Silber  |
| UX92           | Core 2 Solo U2200   | 1,2  | 1 GB   | 100 GB          | XP Home    | CompactFlash-Steckplatz | Japan        | Silber  |
| UX90SSD        | Core Solo U1400     | 1,2  | 512 MB | 16 GB SSD       | XP Home    | CompactFlash-Steckplatz | Japan        | Silber  |
| UX91S          | Core Solo U1500     | 1,33 | 1 GB   | 32 GB SSD       | Vista      | CompactFlash-Steckplatz | Japan        | Silber  |
| UX92SSD        | Core 2 Solo U2200   | 1,2  | 1 GB   | 64 GB SSD       | XP Home    | CompactFlash-Steckplatz | Japan        | Silber  |
| UX180P         | Core Solo U1400     | 1,2  | 512 MB | 30 GB           | XP Home    | Cingular EDGE           | USA          | Silber  |
| UX280P         | Core Solo U1400     | 1,2  | 1 GB   | 40 GB           | XP Pro     | Cingular EDGE           | USA          | Silber  |
| UX280P         | Core Solo U1400     | 1,2  | 1 GB   | 80 GB           | XP Pro     | Cingular EDGE           | USA          | Silber  |
| UX380N         | Core Solo U1500     | 1,33 | 1 GB   | 40 GB           | Vista      | Cingular EDGE           | USA          | Silber  |
| UX390N         | Core Solo U1500     | 1,33 | 1 GB   | 32 GB SSD       | Vista      | Cingular EDGE           | USA          | Schwarz |
| UX490N         | Core 2 Solo U2200   | 1,2  | 1 GB   | 48 GB SSD       | Vista      | Cingular EDGE           | USA          | Schwarz |
| UX1XN          | Core Solo U1500     | 1,33 | 1 GB   | 32 GB SSD       | Vista      | CompactFlash-Steckplatz | Europa       | Schwarz |
| UX17GP         | Core Solo U1400     | 1,2  | 512 MB | 30 GB           | XP Pro     | CompactFlash-Steckplatz | Australien   | Silber  |
| UX17TP         | Core Solo U1400     | 1,2  | 512 MB | 30 GB           | XP Pro     | CompactFlash-Steckplatz | Taiwan       | Silber  |
| UX27TN         | Core Solo U1500     | 1,33 | 1 GB   | 40 GB           | Vista      | CompactFlash-Steckplatz | Taiwan       | Silber  |
| UX27GN         | Core Solo U1500     | 1,33 | 1 GB   | 40 GB           | Vista      | CompactFlash-Steckplatz | Japan (?)    | Silber  |
| UX38GN         | Core Solo U1500     | 1,33 | 1 GB   | 32 GB SSD       | Vista      | CompactFlash-Steckplatz | Singapur (?) | Schwarz |
| UX58GN         | Core 2 Solo U2200   | 1,20 | 1 GB   | 48 GB SSD       | Vista      | CompactFlash-Steckplatz | Singapur     | Schwarz |

Amerikanische Modelle nutzen 400 MHz RAM, während alle anderen 533 MHz RAM nutzen.

## Modifikationen
Trotz Intel Core Solo U1x00 CPU läuft der Sony Vaio UX mit Windows Vista nicht ganz flüssig. Die fest eingelötete CPU kann von spezialisierten Werkstätten gegen eine Intel Core 2 Duo U7700 CPU ausgewechselt werden. Die doppelt so hohe thermische Designleistung wird durch das bessere Leistungsmanagement des U7700 ausgeglichen.